# Miami Ink
Miami Ink fue un reality show televisivo estadounidense que estuvo al aire desde 2005 y hasta 2008, centrado alrededor de un estudio de tatuaje real de Miami, Florida. Estuvo protagonizado por los artistas del tatuaje Ami James, Chris Núñez, Chris Garver, Darren Brass y el aprendiz Yoji Harada. En Estados Unidos se emitió a través de la cadena televisiva TLC, mientras que en Latinoamérica salió por la señal de People+Arts (ahora llamado Liv), al igual que en España, donde además también se emitió a través de Discovery Channel, en Reino Unido e Irlanda se emite a través de DMAX.
El nombre de la serie se debía al nombre real que tenía el estudio donde se desarrollaba el reality, aunque poco después se cambió por "Love&Hate Tattoo". Los dueños de estudio eran Ami James y Chris Núñez, quienes aprovecharon el tirón de la serie para montar su propia línea de ropa, vinilos para vehículos y un bar de copas en Miami Beach.

## Sinopsis
El programa exhibe el trabajo de los tatuadores desde que reciben la idea de sus clientes hasta el resultado final. En la historia se muestran las motivaciones de los clientes para querer ser tatuados con cierto dibujo en particular. 
Yoji Harada es el aprendiz de Ami James, y como tal le corresponde hacer todo el "trabajo pesado": la limpieza, organización, preparación de tintas y agujas, así como de curativos y otros servicios menores, pero lo que realmente quiere ser, aparte de cantante de punk, es tatuador, por lo que poco a poco se va ganando la confianza de sus compañeros y de los clientes y va haciendo tatuajes.
Kat Von D empezó participando en la primera temporada del programa, ya que Darren Brass se rompió el codo y tuvo que venir desde Los Ángeles al rescate. En las últimas temporadas, su relación con Ami iba a peor por lo que la tatuadora decidió abandonar las soleadas playas de Miami y volver a California, donde residía, para montar su propio estudio y su propio reality, LA Ink.
Ami narra la mayoría de los episodios y Chris Núñez eventualmente también participa en ese sentido. El tema musical de Miami Ink es "Funky Kingston", de la banda jamaicana Toots and the Maytals.

## Personalidades que han participado en el programa
- Diablo Dimes - músico - por Darren Brass
- Evan Seinfeld - músico de la banda Biohazard - por Chris Garver
- Sunny Garcia - surfista profesional - por Ami James
- H2O - Tres miembros de la banda fueron tatuados.
- Bam Margera - skater profesional - por Kat Von D
- Phil Varone - ex baterista de la banda Skid Row - por Darren Brass
- Harold Hunter - skater profesional que participó de la película Kids. Fue su primer y último tatuaje, ya que posteriormente fallecería algunas semanas después en Nueva York.
- Lloyd Banks - rapero del grupo G-Unit.
- Gabriel Ramos - por Chris Núñez.
- A.B Quintanilla - músico, creador de Kumbia All Stars, exintegrante del grupo Selena y Los Dinos, hermano de la fallecida Selena Quintanilla, reconocida artista de la música Tex-Mex - por Kat Von D
- Frank Iero- Guitarrista de la Banda My Chemical Romance - por Kat Von D
- Ronnie Radke - vocalista de la banda Falling in Reverse - Kat Von D
- Monica Martin - fisicoculturista profesional - por Ami James